# Église Notre-Dame du Puy-Notre-Dame
L'église Notre-Dame est une église située au Puy-Notre-Dame, en France.

## Localisation
L'église est située dans le département français de Maine-et-Loire, sur la commune du Puy-Notre-Dame.

## Historique
Guillaume IX d'Aquitaine concède l'église à l'abbaye Saint-Jean de Montierneuf de Poitiers entre 1077 et 1123. La plus ancienne mention concernant l'église, ecclesia Sancte Mariae de Puteo, se trouve dans une bulle du pape Calixte II datée du Latran le 31 mars 1123 confirmant sa possession par l'abbaye Saint-Jean de Montierneuf qui dépendait de l'abbaye de Cluny. L'église a été érigée en prieuré à une date inconnue.

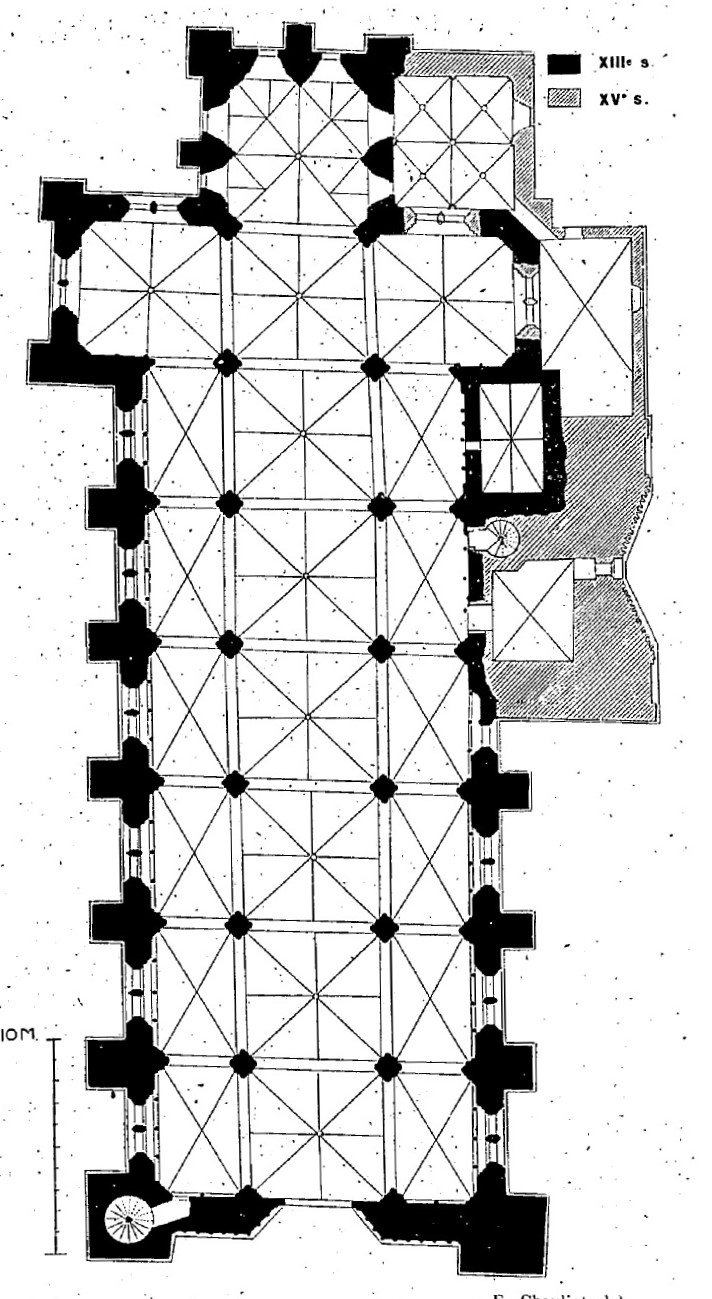
Plan de la collégiale Notre-Dame
Congrès archéologique de France, 1910

L'église actuelle a remplacé un premier édifice dont il subsiste des restes dans les deux premières travées du collatéral nord et une porte romane, aujourd'hui murée, qui donnait accès au prieuré dont les bâtiments ont disparu. Elle a été reconstruite dans le style gothique angevin et ne doit donc rien en architecture à l'abbaye de Montierneuf qui est de style roman. Son style gothique angevin reprend celui de la cathédrale Saint-Pierre de Poitiers.
L'église a été construite en deux campagnes :
- la première campagne à la fin du XIIe siècle comprenant l'abside, le transept et les deux premières travées de la nef centrale et des collatéraux,
- la deuxième campagne, d'une cinquantaine d'années plus tard.

L'église possède une relique : la Sainte-Ceinture de la Vierge. Le premier document qui cité cette ceinture date de 1391.
Par lettres patentes, Louis XI a créé le 21 janvier 1481 un chapitre de chanoines en érigeant l'église en collégiale. Une bulle du pape Sixte IV du 19 mars 1483 approuve la fondation et l'exempte de la juridiction de  l'Ordinaire et la soumet immédiatement à celle du Saint-Siège. Le prieur du Puy fait casser par le pape Innocent VIII la création des chapellenies et du chapitre. Heureusement, son successeur, Alexandre VI, confirme par une bulle, en 1493, les privilèges de la collégiale.
L'église a été complétée au XVe siècle par la sacristie, la salle du chapitre et le clocher.
Pendant les guerres de Religion, entre 1562 et 1598, les Huguenots prennent et pillent la ville plusieurs fois. La Sainte-Ceinture est mise à l'abri.
Un jubé à trois arcatures a dû être construit en 1596. Le vieil autel est remplacé en 1619. Un nouvel orgue est installé en 1627.
Charles Joly-Leterme a restauré l'église, en particulier le clocher.

## Protection
L'édifice est classé au titre des monuments historiques en 1862.

## Description
Notre-Dame est une église-halle de style gothique angevin reprenant le style adopté de la dernière campagne de construction de la cathédrale de Poitiers.
L'église reprend le type de pile de la nef, le mur-écran de la façade encadré de deux tours mais avec quelques différences : les voûtes sans liernes des collatéraux, le chapiteaux à crochets des trois vaisseaux sont au même niveau. Des clefs de voûte sont historiées et des statuettes ont été placées sur les murs-diaphragmes, ce qui n'est pas le cas à Poitiers. On trouve dans la partie inférieure de la nef des arcatures aveugles comme à la cathédrale de Poitiers, mais celles situées au-dessus rappellent celles du dessus de l'église Saint-Pierre-du-Marais de Saumur

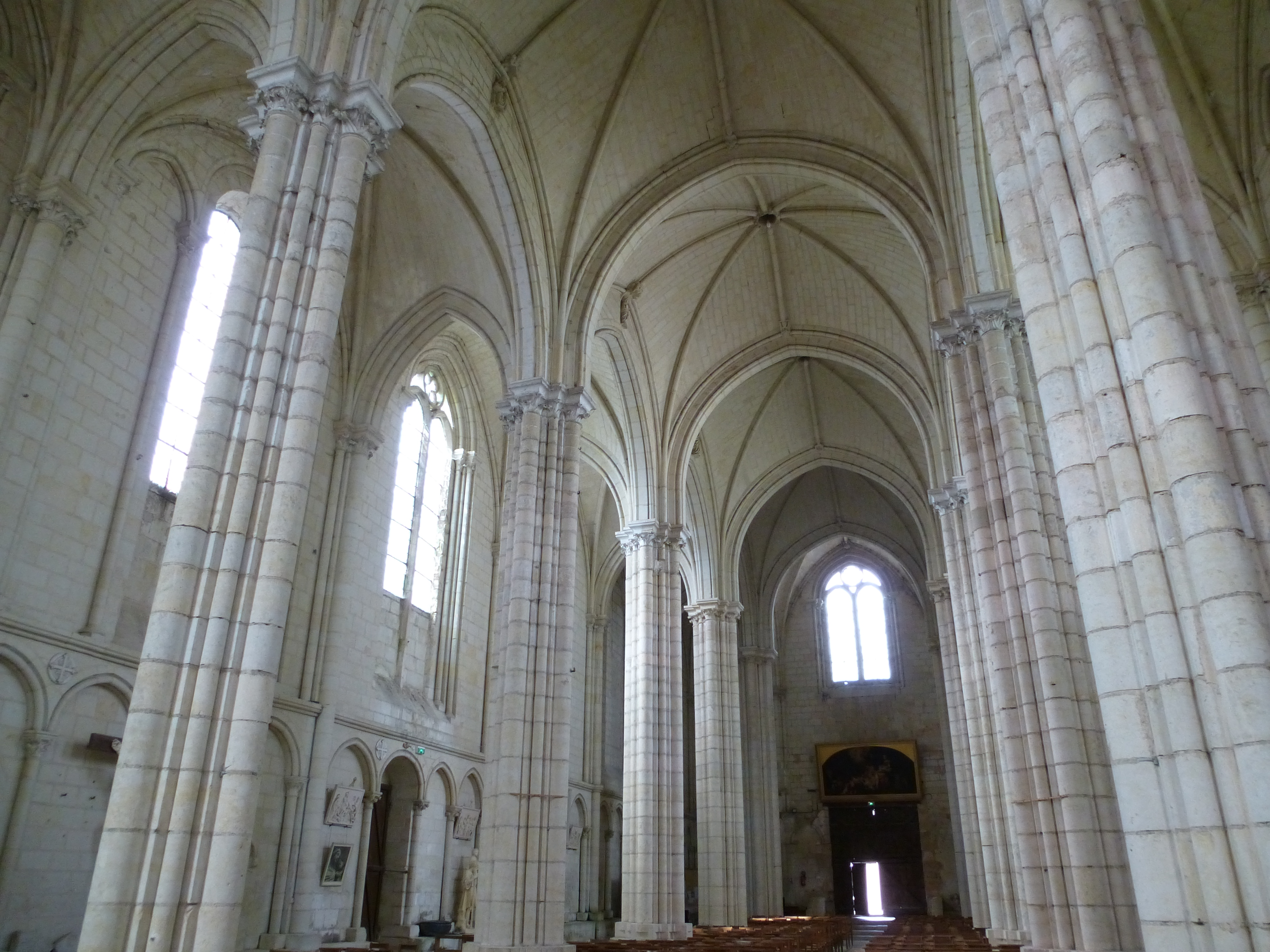
Nef de l'église-halle Notre-Dame
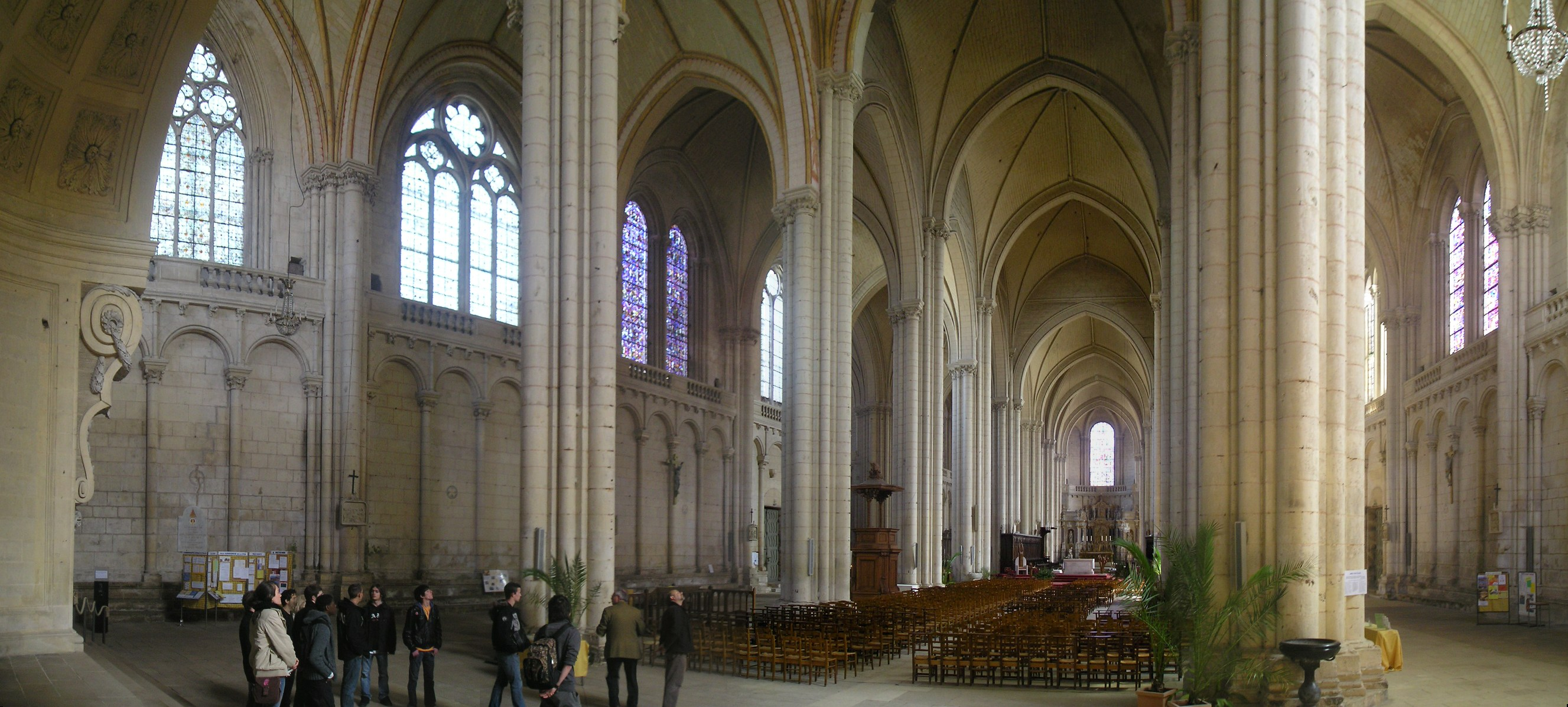
Nef de la cathédrale Saint-Pierre de Poitiers
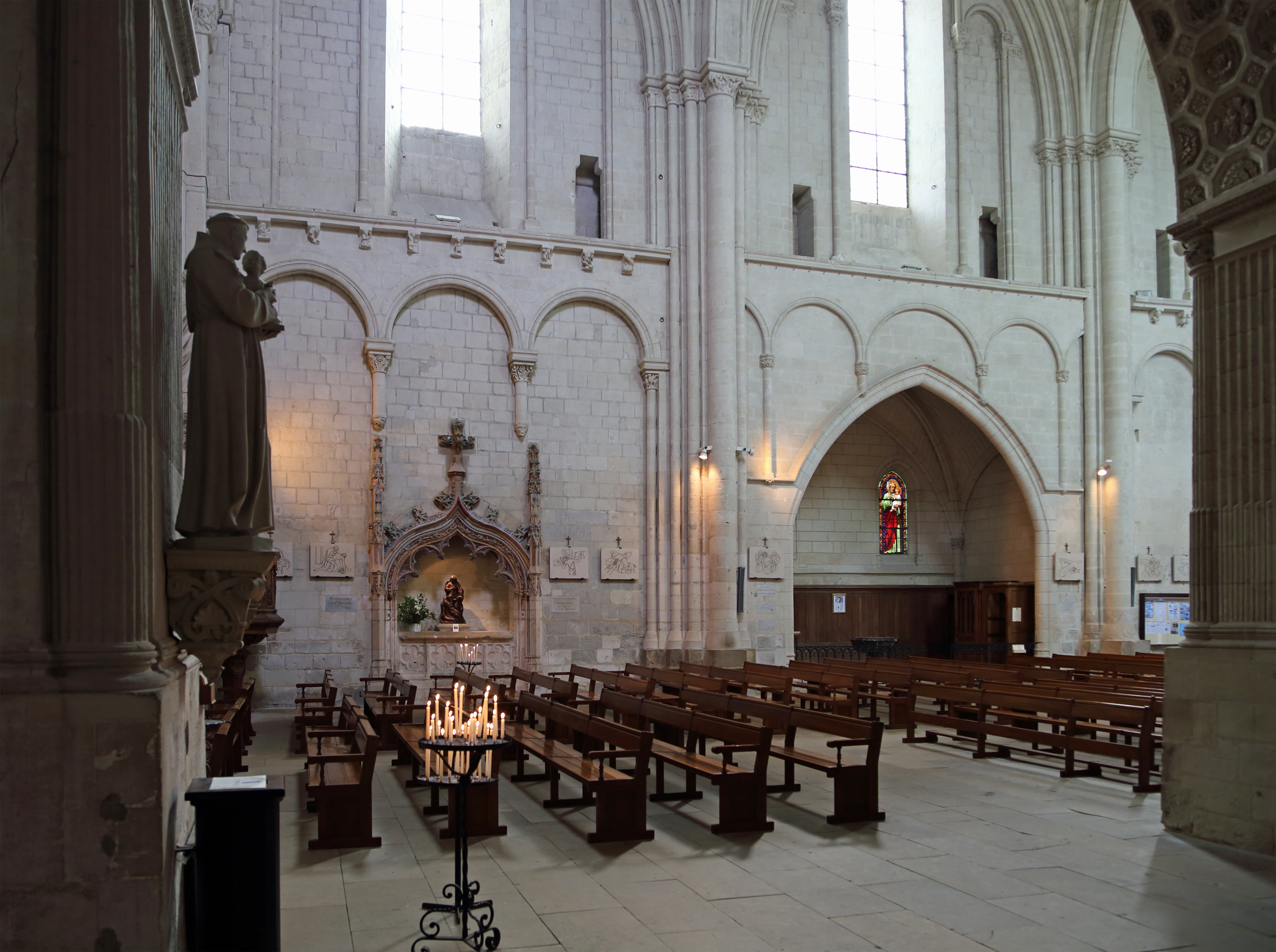
Élévation du mur latéral de la nef de l'église Saint-Pierre-des-Marais de Saumur

La nef de l'église comporte un vaisseau central et deux collatéraux de même hauteur avec six travées. Les piles sont cruciformes cantonnées de quatre colonnes et quatre colonnettes. 

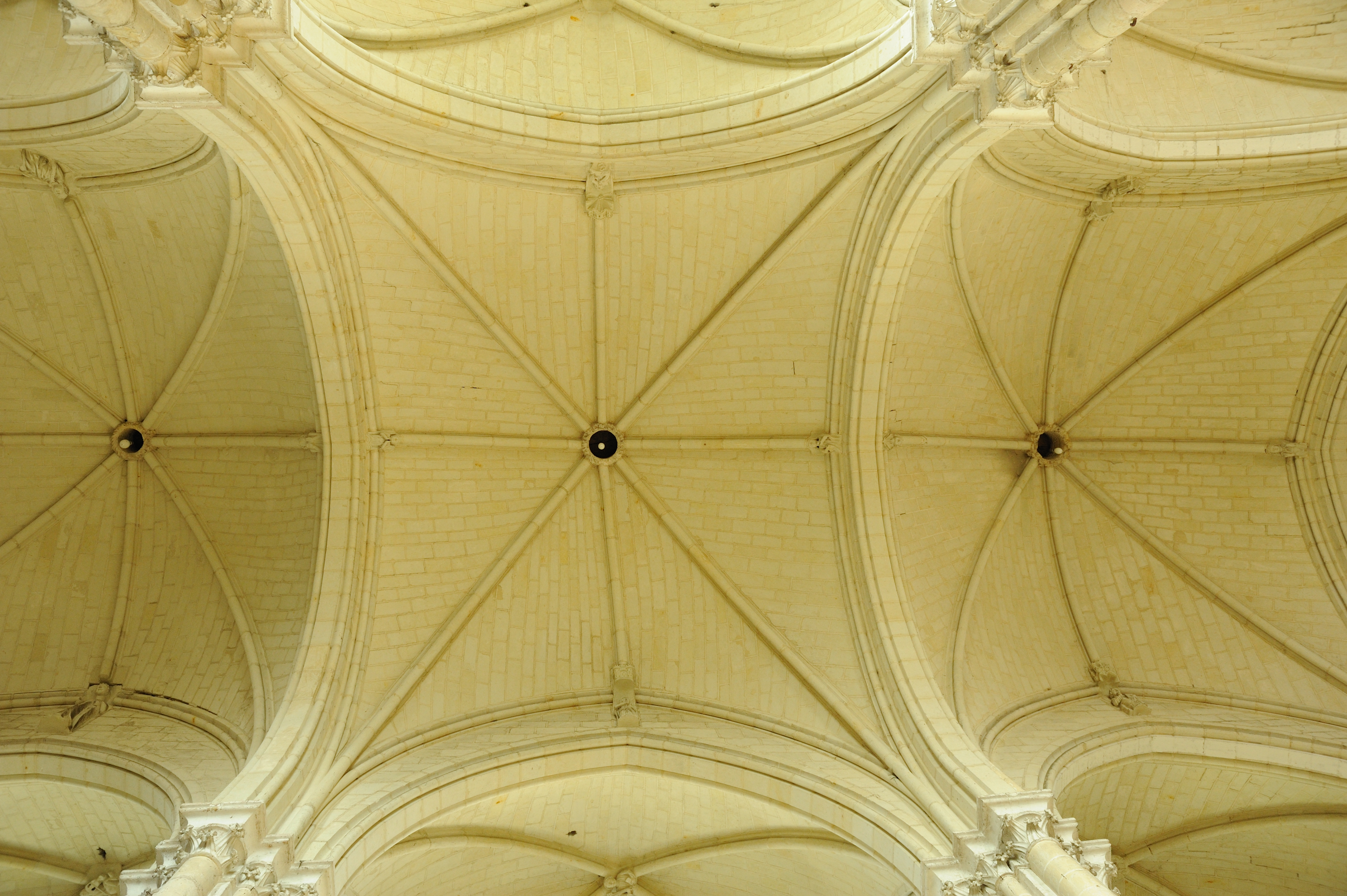
Voûte du vaisseau central

Les chapiteaux garnis de crochets et surmontés de tailloirs moulurés. Les astragales se poursuivent sur les piles. Les arcades séparant la nef centrale des collatéraux sont en tiers point flanquées de deux tores. Les doubleaux sont de même profil que les arcades. Les voûtes du vaisseau central de style gothique angevin sont portées sur quatre branches d'ogives et quatre liernes formées d'un tore, rayonnant autour d'une clef percée d'un œil. Des têtes et des figurines marquent les retombées des liernes.

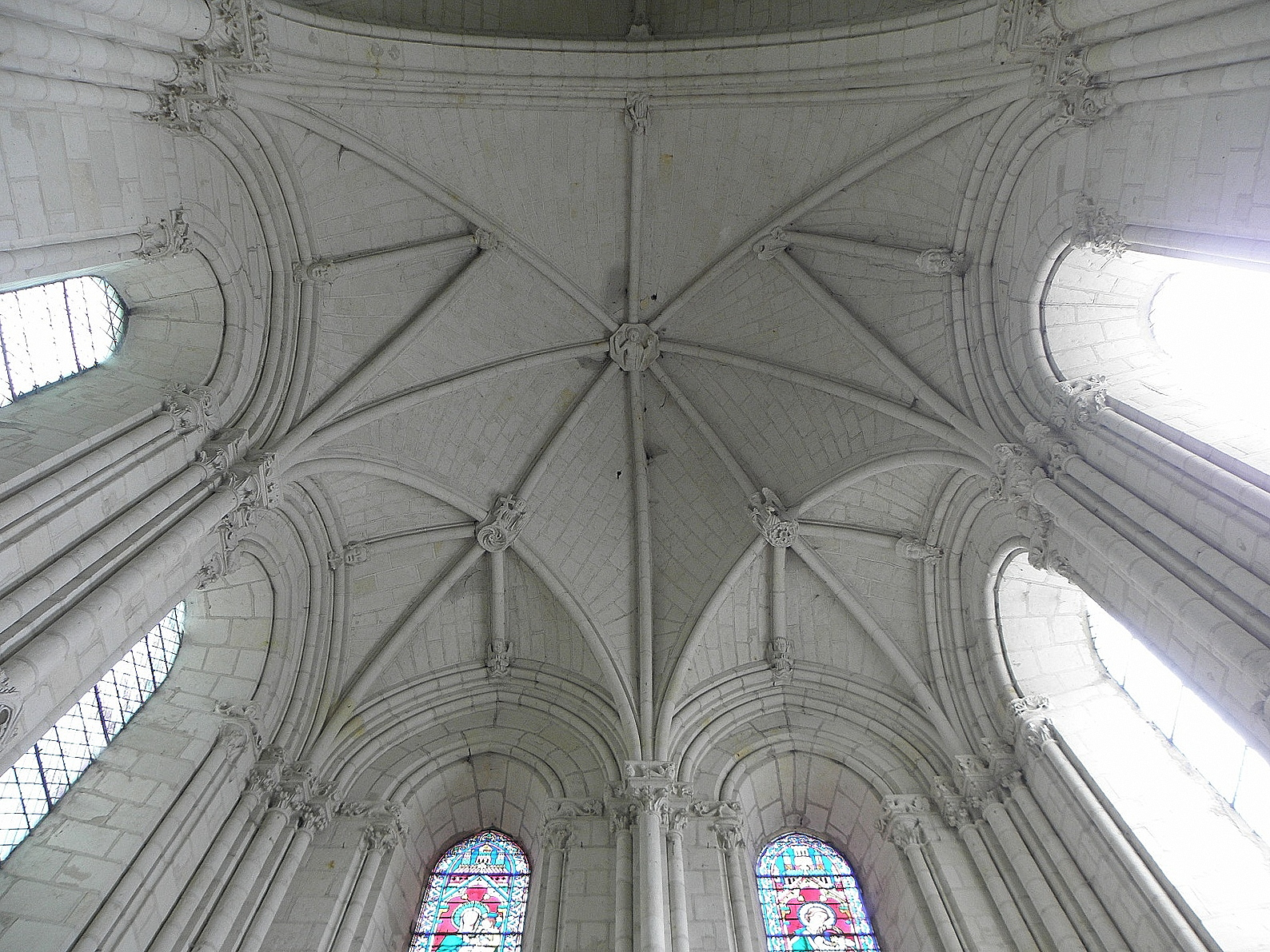
Voûte du chœur

Le chœur rectangulaire orné d'arcatures est couvert d'une voûte à nervures multiples. Ce type de voûte se trouve aussi dans la partie centrale du chœur de l'abbaye d'Asnières ou dans la chapelle Notre-Dame de l'église Saint-Rémy de Saint-Rémy-la-Varenne. La clef centrale est décorée d'un Christ glorieux. Des anges et des têtes sont placés aux autres intersections. Le chœur est éclairé par six fenêtres encadrées de voûtains nervés.

## Mobilier
L'église possède des stalles datant de la 2e moitié du XVIe siècle. Elles ont été exécutées après la ruine de l'église en 1570, pendant les guerres de Religion. On peut voir un mélange de décor gothique et de décor Renaissance. Les dorsaux ont été rajoutés au XIXe siècle. Elles sont actuellement incomplètes, trois des stalles appartenant à cet ensemble sont actuellement visibles dans l'oratoire du château de Montreuil-Bellay . Elles ont été classées au titre objet le 5 avril 1846,.

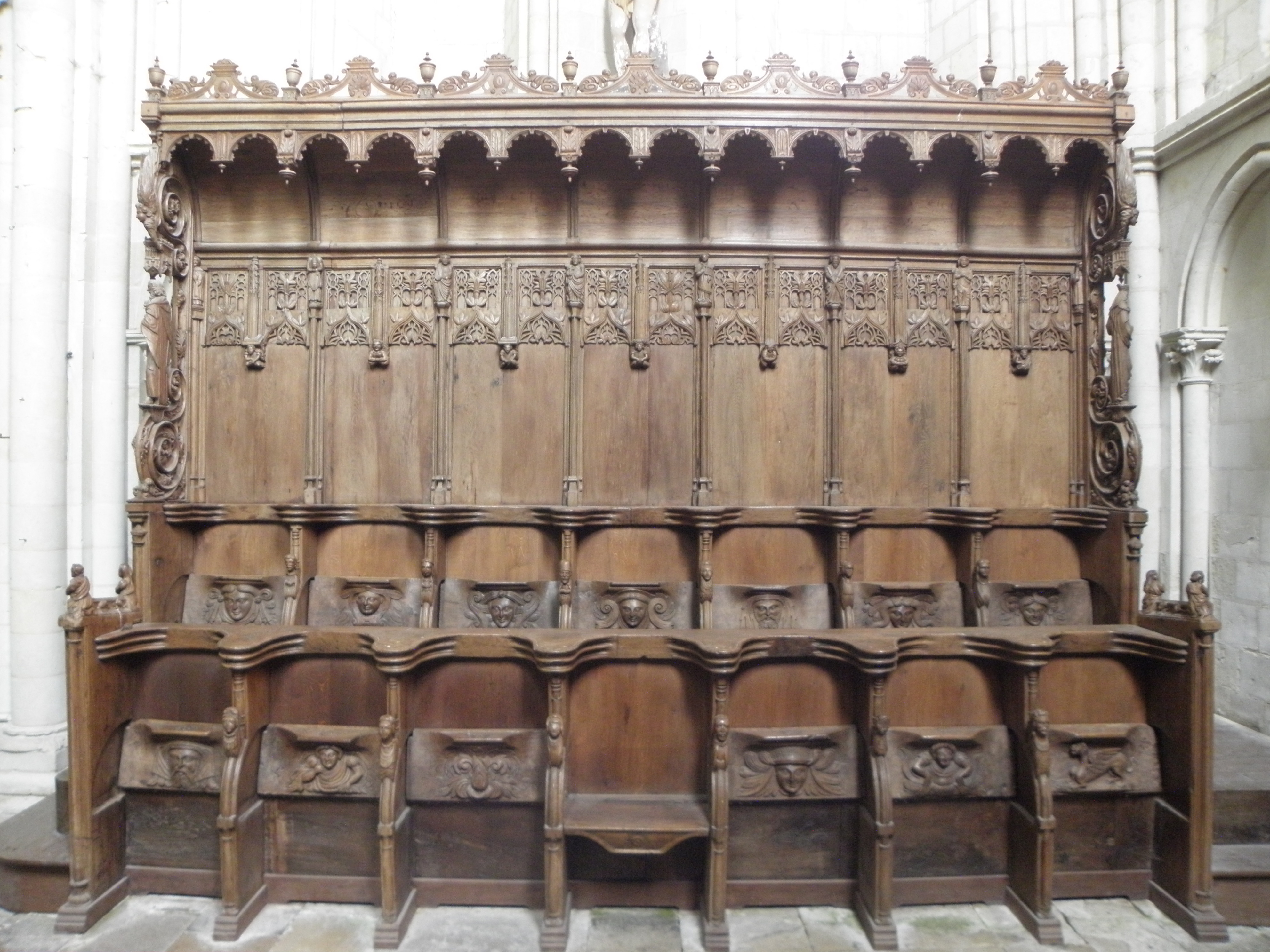
Stalles avec dosseret
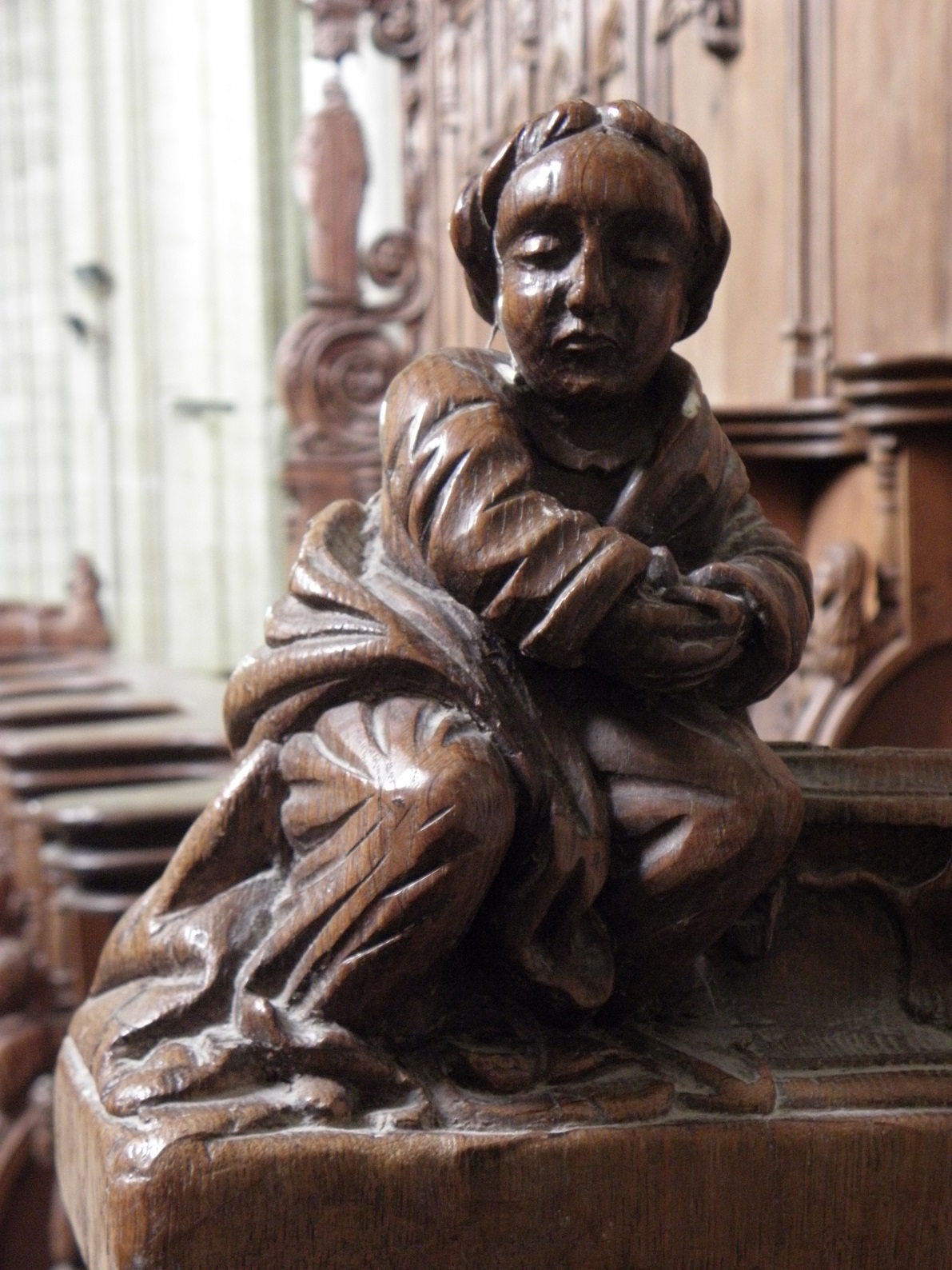
Stalles : sculpture
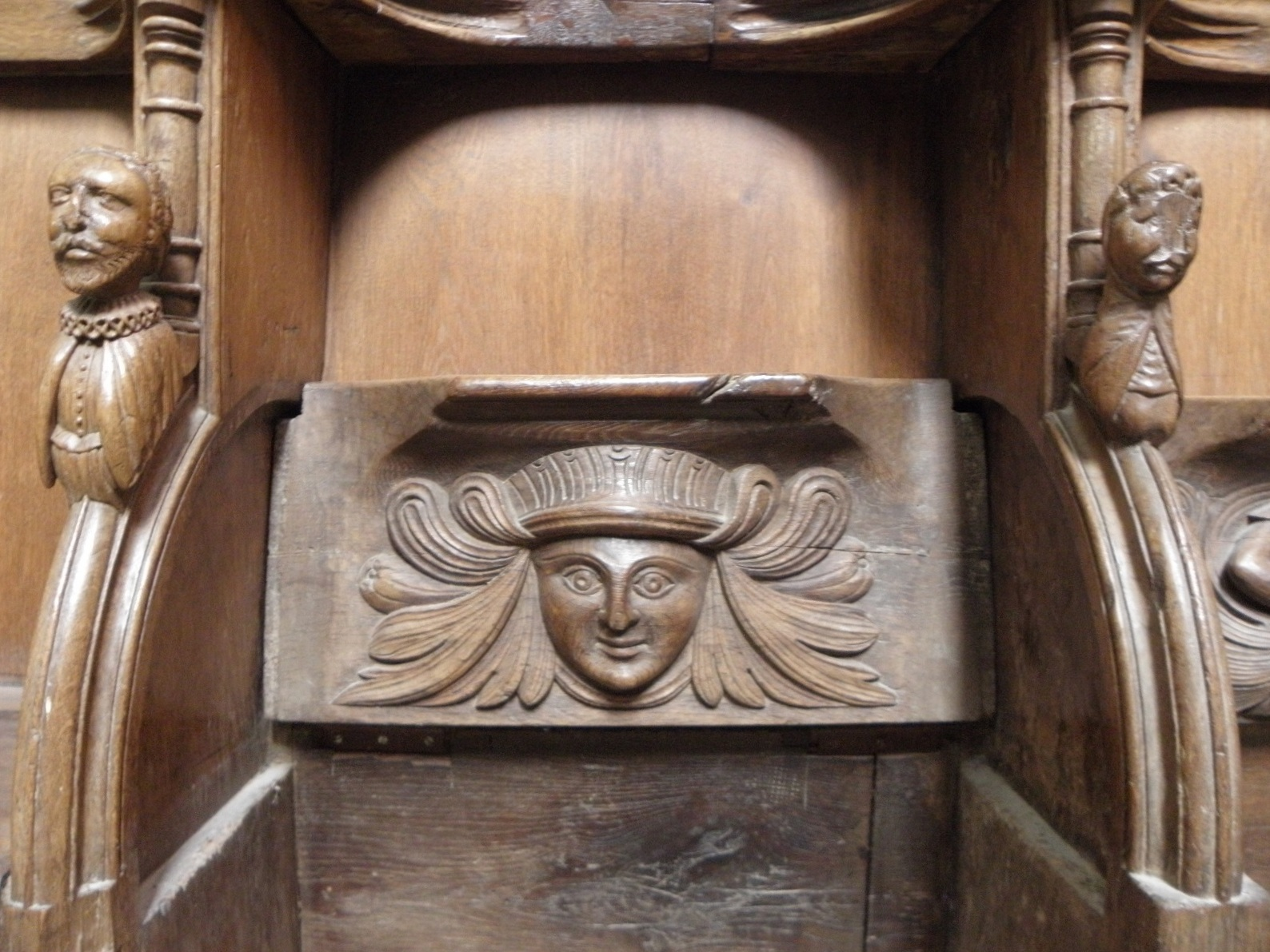
Stalles : sculpture d'une miséricorde
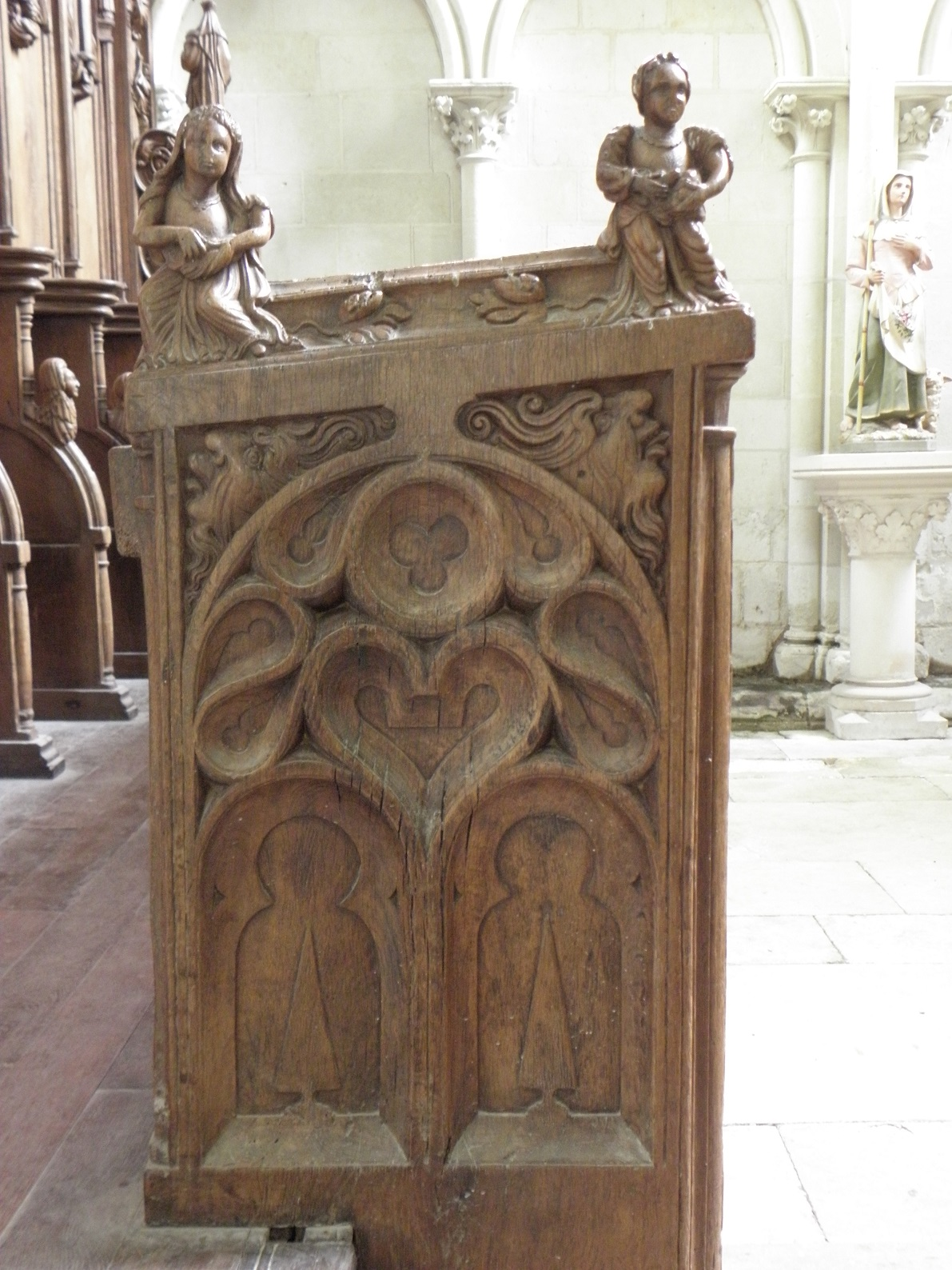
Jouée de stalle basse